# Edwardsburg
Edwardsburg – wieś w Stanach Zjednoczonych, w stanie Michigan, w hrabstwie Cass.